# Episodi di Flash Gordon (serie televisiva 2007)
La prima e unica stagione della serie televisiva Flash Gordon è andata in onda negli Stati Uniti d'America dal 10 agosto 2007 all'8 febbraio 2008 su Sci-Fi.
In Italia è andata in onda dal 23 maggio al 1º agosto 2008 su Steel.
| nº | Titolo originale        | Titolo italiano             | Prima TV USA      | Prima TV Italia |
| -- | ----------------------- | --------------------------- | ----------------- | --------------- |
| 1  | Pilot Episode (Part I)  | Pilot (prima parte)         | 10 agosto 2007    | 23 maggio 2008  |
| 2  | Pilot Episode (Part II) | Pilot (seconda parte)       | 10 agosto 2007    | 23 maggio 2008  |
| 3  | Pride                   | Orgoglio                    | 17 agosto 2007    | 30 maggio 2008  |
| 4  | Infestation             | Infestazione                | 24 agosto 2007    | 30 maggio 2008  |
| 5  | Assassin                | Assassino                   | 7 settembre 2007  | 6 giugno 2008   |
| 6  | Ascension               | Ascensione                  | 14 settembre 2007 | 6 giugno 2008   |
| 7  | Life Source             | La forza vitale             | 21 settembre 2007 | 13 giugno 2008  |
| 8  | Alliances               | Alleanze                    | 28 settembre 2007 | 13 giugno 2008  |
| 9  | Revelation              | Rivelazioni                 | 5 ottobre 2007    | 20 giugno 2008  |
| 10 | Till Death              | Fino alla morte             | 12 ottobre 2007   | 20 giugno 2008  |
| 11 | Conspiracy Theory       | Teoria della cospirazione   | 19 ottobre 2007   | 27 giugno 2008  |
| 12 | Random Access           | Accesso casuale             | 26 ottobre 2007   | 27 giugno 2008  |
| 13 | Secrets and Lies        | Segreti e bugie             | 2 novembre 2007   | 4 luglio 2008   |
| 14 | Sorrow                  | Il dolore                   | 9 novembre 2007   | 4 luglio 2008   |
| 15 | Stand and Deliver       | O la borsa o la vita        | 16 novembre 2007  | 11 luglio 2008  |
| 16 | Possession              | Posseduta                   | 30 novembre 2007  | 11 luglio 2008  |
| 17 | Thicker Than Water      | Più denso dell'acqua        | 4 gennaio 2008    | 18 luglio 2008  |
| 18 | Ebb and Flow            | Flusso e riflusso           | 11 gennaio 2008   | 18 luglio 2008  |
| 19 | Blame                   | Colpa                       | 18 gennaio 2008   | 25 luglio 2008  |
| 20 | Cold Day in Hell        | Giornata fredda all'inferno | 25 gennaio 2008   | 25 luglio 2008  |
| 21 | Revolution (Part I)     | Rivoluzione (prima parte)   | 1º febbraio 2008  | 1º agosto 2008  |
| 22 | Revolution (Part II)    | Rivoluzione (seconda parte) | 8 febbraio 2008   | 1º agosto 2008  |

## Pilot (Parti I-II)
- Titolo originale: Pilot Episode
- Diretto da: Rick Rosenthal
- Scritto da: Peter Hume

### Trama
Flash Gordon ha perso il padre quando era tredicenne. Gli è stato raccontato che il padre è morto in un incendio, ma in realtà il Professor Gordon è scomparso risucchiato in un buco spazio-temporale che lo ha portato fino al pianeta Mongo. Anni dopo uno strano artefatto ha fatto il viaggio al contrario atterrando sulla Terra. Flash con la ex fidanzata Dale Arden, ora reporter televisiva viaggiano verso Mongo dove incontrano il dittatore Ming che tiene in schiavitù la popolazione del pianeta. Flash viene immediatamente arrestato e Dale viene mandata nel suo harem. I due terrestri riescono però a scappare e a tornare sulla Terra.

## Orgoglio
- Titolo originale: Pride
- Diretto da: Paul Shapiro
- Scritto da: Derick Martini e Steven Martini

### Trama
Ming manda sulla Terra Baylin una cacciatrice di taglie che rimane bloccata sulla Terra. La donna viene ospitata da Flash con il quale comincia a stringere un rapporto di collaborazione. Il dittatore manda un altro cacciatore di taglie per riportare su Mongo Baylin.

## Infestazione
- Titolo originale: Infestation
- Diretto da: Paul Shapiro
- Scritto da: Melody Fox

### Trama
Attraverso il collegamento tra i due pianeti giunge sulla Terra uno strano e pericoloso insetto, che ti uccide lentamente dandoti un'immensa felicità. Una persona, per essere tenuta in vita più a lungo, deve sentirsi depressa. Nick un amico di Flash viene morso e si ammala. L'unico modo per salvarlo è trovare la cura su Mongo. Flash e Baylin sono costretti a tornare sul pianeta del dittatore Ming, per chiedere la cura alle omadriane e hanno poco tempo a disposizione.

## Assassino
- Titolo originale: Assassin
- Diretto da: Neil Fearnley
- Scritto da: James Thorpe

### Trama
Steven Flash Gordon scopre di che il padre creduto morto parecchi anni prima è in realtà ancora vivo. Questi torna sulla Terra attraverso il portale tra i pianeti. La gioia del figlio è grande ma dura poco. Il padre infatti è cambiato e giunto sulla Terra inizia a uccidere i suoi colleghi. Sarà il figlio a dover fermare il padre.